# Совка (приток Пры)
Совка — река в России, протекает по территории Клепиковского района Рязанской области. Устье находится в 159 км по левому берегу реки Пра. Длина реки составляет 23 км, площадь водосборного бассейна 244 км².

## Данные водного реестра
По данным государственного водного реестра России относится к Окскому бассейновому округу, водохозяйственный участок реки — Ока от водомерного поста у села Копоново до впадения реки Мокша, речной подбассейн реки — бассейны притоков Оки до впадения Мокши. Речной бассейн реки — Ока.
Код объекта в государственном водном реестре — 09010102312110000026368.

### Притоки (км от устья)
- 18 км: ручей Озерок (лв)